# عزيزة شكير
عزيزة شكير (من مواليد 19 مايو 1998) هي لاعبة جودو مغربية. حصلت على الميدالية البرونزية في دورة الألعاب الإفريقية ولها أربع ميداليات في بطولة إفريقيا للجودو. وهي أيضًا حائزة على الميدالية البرونزية في الألعاب الفرانكفونية.

## مسيرتها
شاركت عزيزة في منافسات وزن 48 كغم للسيدات في بطولة العالم للجودو التي أقيمت في بودابست، المجر عام 2017. وشاركت كذلك في دورة ألعاب البحر الأبيض المتوسط 2018 التي أقيمت في تاراغونا بإسبانيا.
وفازت بالميدالية الفضية في وزن 48 كغم سيدات في بطولة إفريقيا للجودو التي أقيمت في أنتاناناريفو بمدغشقر في عام 2020.
في يناير 2021، شاركت في منافسات وزن 48 كغم للسيدات في بطولة العالم للأساتذة التي أقيمت في الدوحة، قطر. خسرت الميدالية البرونزية في بطولة إفريقيا للجودو 2021 التي أقيمت في داكار، السنغال. أُقصيت في أول مباراة لها في بطولة العالم للجودو التي أقيمت في بودابست، المجر.